# András Törőcsik

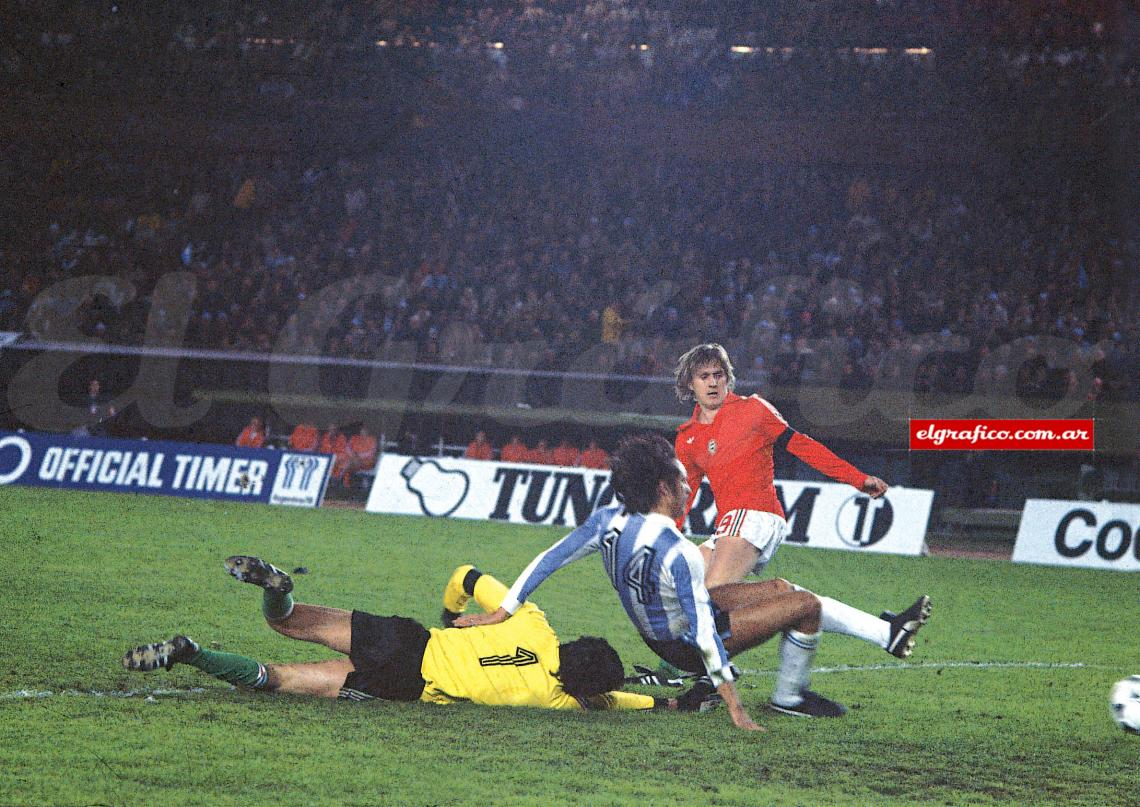

András Törőcsik, né le 1er mai 1955 à Budapest (Hongrie) et mort le 9 juillet 2022 à Budapest (Hongrie), est un footballeur international hongrois des années 1970-80.

## Biographie
Törőcsik joue au poste d'attaquant. Entre 1977 et 1984, il totalise 45 sélections et 12 buts en équipe de Hongrie avec laquelle il participe à deux coupes du monde, en 1978 et 1982.
Il a été le meilleur buteur du Tournoi de Toulon en 1975 avec la Hongrie. 
En club, il joue à l'Újpesti Dózsa, puis à Montpellier, au Volán SC et enfin au MTK Budapest.

## Palmarès
- Meilleur buteur du Tournoi de Toulon en 1975 avec la Hongrie
- 45 sélections et 12 buts en équipe de Hongrie entre 1977 et 1984
- Champion de Hongrie en 1975, 1978 et 1979 avec l'Újpest FC
- Vainqueur de la Coupe de Hongrie en 1975, 1982 et 1983 avec l'Újpest FC